# Вашингтон Нешналс

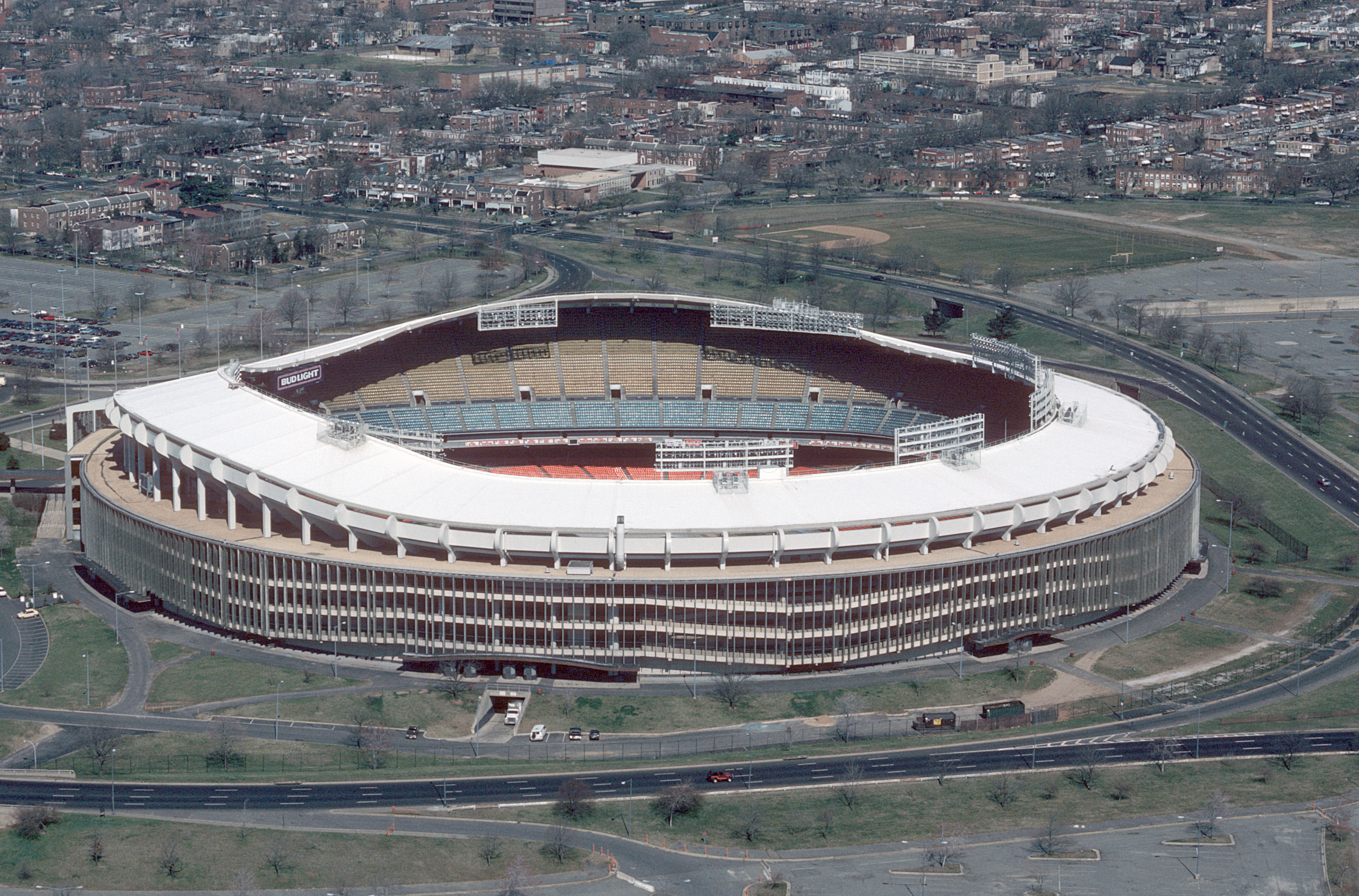
Стадіон ім. Роберта Ф. Кеннеді

«Ва́шингтон Не́шналс» (англ. Washington Nationals) професійна бейсбольна команда розташована в місті Вашингтон (округ Колумбія). Команда є членом Східного дивізіону, Національної бейсбольної ліги, Головної бейсбольної ліги.
Команда заснована у 1969 в місті Монреаль, у провінції Квебек під назвою «Монреаль Експос». У 2004 команда переїхала у Вашингтон (округ Колумбія).
Домашнім полем для «Вашингтон Нешналс» був Стадіон ім. Роберта Ф. Кеннеді. З 2008 року команда проводить домашні матчі на бейсбольному стадіоні Нешналс-Парк (англ. Nationals Park).
30 жовтня 2019 року «Нешналс» вперше в історії виграли Світову серію (бейсбольний чемпіонат США).